# Thomas Burden (1er baron Burden)
Thomas William Burden, 1er baron Burden (29 janvier 1885-27 mai 1970), est un homme politique britannique du parti travailliste et un responsable de l'église.

## Biographie
Il est le fils de Thomas Burden, maire d'East Ham. Il est né dans le Mile End et fait ses études à la London School of Economics. En 1909, il devient membre de la Poplar Labour League, puis en devient le président, jusqu'en 1922. Il rejoint la Railway Clerks 'Association et, à partir de 1916, siège à son comité exécutif. À partir de 1921, il fait partie de l'exécutif du London Labour Party et de la Workers 'Educational Association. Il est également actif au sein de la Fabian Society et du Parti travailliste indépendant.
En 1942, Burden est élu à la Chambre des communes en tant que député de Sheffield Park, siège qu'il occupe jusqu'en 1950. Il est également deuxième commissaire aux domaines de l'Église de 1945 à 1950 et membre de l'Assemblée des laïcs de l'Église de 1947 à 1950. Le 1er février 1950, il est élevé à la pairie en tant que baron Burden, de Hazlebarrow dans le comté de Derby. De 1950 à 1951, il est Lord-in-waiting dans le gouvernement travailliste de Clement Attlee.
Lord Burden épouse Augusta, fille de David Sime, en 1910. Il est décédé en mai 1970, à l'âge de 85 ans, et est remplacé à la baronnie par son fils Philip. Lady Burden est décédée en 1976.